# Ochotnicza Kompania SS Świętego Wacława
Ochotnicza Kompania SS „Świętego Wacława” (czes. Svatováclavská dobrovolnická rota - SDR), zwana też Ochotniczym Legionem SS „Św. Wacława” – planowana jednostka wojskowa Waffen-SS, mająca się składać z Czechów, formowana pod koniec II wojny światowej.

## Zarys historyczny
W pierwszych dniach marca 1945 r. doszło do potajemnych rozmów między przedstawicielami czeskiego Kuratorium do spraw wychowania młodzieży w Czechach i na Morawach (Kuratorium pro výchovu mládeže v Čechách a na Moravě) pod przewodnictwem ministra szkolnictwa i oświaty Emanuela Moravca oraz Czeskiej Ligi przeciw Bolszewizmowi a niemieckimi władzami Protektoratu Czech i Moraw. Dotyczyły one utworzenia ochotniczej jednostki wojskowej złożonej z Czechów do walki przeciw Sowietom. Po zgodzie Niemców przyjęto dla niej oficjalną nazwę Dobrovolnická svatováclavská rota. Miała ona być zaczątkiem większej formacji. 
5 marca wyższy dowódca SS i policji w Protektoracie, Karl Hermann Frank, wydał rozkaz rozpoczęcia rekrutacji do planowanej kompanii. Obóz szkoleniowy mieścił się w koszarach Čeperka w pobliżu miasta Unhošť. Do 21 marca zgłosiło się zaledwie 50 ochotników. Do końca kwietnia przybyło jeszcze ponad 20 kolejnych osób. Większość spośród nich była członkami specjalnych oddziałów zbrojnych Kuratorium, tzw. čet ZZ, resztę stanowili członkowie różnych czeskich organizacji kolaboracyjnych. Kompania została podporządkowana niemieckiemu gen. Vossowi i miała być użyta tylko na terytorium Protektoratu. Szkolenie Czechów prowadził niemiecki oficer z Wehrmachtu por. Beywl. Mieli oni do dyspozycji jedynie karabiny z bagnetami i 1 karabin maszynowy. Nosili mundury formacji wojskowej Protektoratu zwanej Wojsko Rządowe (Vládní vojsko). 
5 kwietnia część z nich uciekła, ale zostali złapani i rozstrzelani. Pozostali po kapitulacji III Rzeszy 8 maja ukrywali się po lasach, ale także w większości zostali wyłapani. Niektórzy przedostali się na Zachód i trafili do francuskiej Legii Cudzoziemskiej, walcząc następnie m.in. w Wietnamie.